# سوتلینا (توپولووگراد)
سوتلینا (به بلغاری: Svetlina) یک منطقهٔ مسکونی در بلغارستان است که در توپولوفگراد واقع شده است.